# 98P/Takamizawa
98P/Takamizawa – kometa krótkookresowa, należąca do rodziny Jowisza.

## Odkrycie
Kometa została odkryta 30 lipca 1984 roku przez astronoma Kesao Takamizawę w Tokio (Japonia). W nazwie znajduje się nazwisko odkrywcy.

## Orbita komety i właściwości fizyczne
Orbita komety 98P/Takamizawa ma kształt elipsy o mimośrodzie 0,56. Jej peryhelium znajduje się w odległości 1,67 j.a., aphelium zaś 5,94 j.a. od Słońca. Jej okres obiegu wokół Słońca wynosi 7,43 roku, nachylenie do ekliptyki to wartość 10,54˚.
Jądro tej komety ma rozmiary 5,4 km.